# Pańkiwci (rejon biłohirski)
Pańkiwci (ukr. Паньківці), pol. Pańkowce – wieś na Ukrainie, w obwodzie chmielnickim, w rejonie biłohirskim, w radzie osiedlowej Jampol, nad rzeką Horyń. W 2001 roku liczyła 637 mieszkańców. 
Według danych z 2001 roku 99,7% mieszkańców jako język ojczysty wskazało ukraiński, 0,3% – rosyjski.
W okresie międzywojennym Pańkowce należały do powiatu krzemienieckiego w woj. wołyńskim, gdzie były siedzibą przygranicznej gminy Pańkowce. 1 stycznia 1924 roku gmina została zniesiona, a jej obszar wszedł w skład nowo utworzonej gminy Łanowce. Na mocy umowy między RP a ZSRR o stosunkach prawnych na granicy państwowej, podpisanej w Moskwie 10 kwietnia 1932, ostateczny protokół przebiegu granicy państwowej przekazał Pańkowce ZSRR.